# Libdvdcss
libdvdcss (hay libdvdcss2 ở một số repo) là một thư viện tự do để truy cập và phá bỏ hệ thống băm thông tin (CSS). libdvdcss là một phần của dự án VideoLAN và được sử dụng trong VLC media player và một số phần mềm phát DVD như Ogle, các trình phát dựa trên xine và MPlayer.
libdvdcss được thiết kế để không phụ thuộc vào nền tảng, với các phiên bản cho Linux, Microsoft Windows, Mac OS X, BeOS, BSD và Solaris.